# 下元熊弥

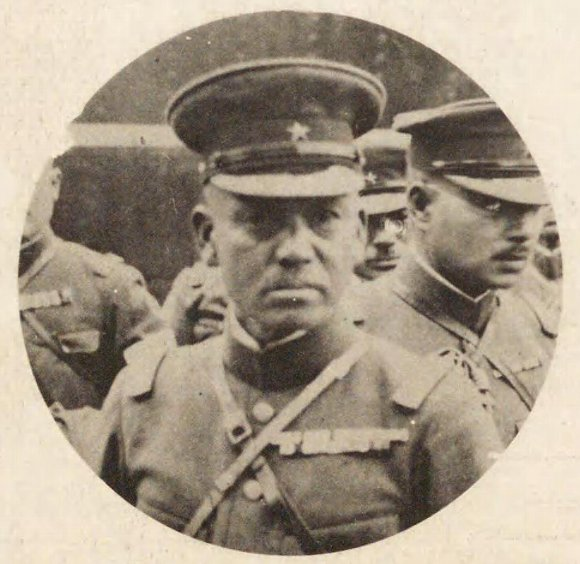
下元熊弥

下元 熊弥（しももと くまや、1882年（明治15年）6月2日 - 1945年（昭和20年）9月21日）は、日本陸軍の軍人。最終階級は陸軍中将。

## 経歴
高知県高岡郡東又村与津地（現・四万十町与津地）出身。下元興行・桃の四男として生まれる。東又小学校、海南中学、広島陸軍地方幼年学校、中央幼年学校を経て、1903年（明治36年）11月、陸軍士官学校（15期）を卒業。1904年（明治37年）3月、歩兵少尉に任官し歩兵第37連隊付となり日露戦争に従軍。1911年（明治44年）11月、陸軍大学校（23期）を卒業。
1912年（大正元年）12月、参謀本部員となり、第16師団参謀、参謀本部員を歴任。1918年（大正7年）6月、歩兵少佐に昇進。1919年（大正8年）2月から1921年（大正10年）1月まで支那政府応聘。1921年（大正10年）11月、歩兵第3連隊付に発令され、同月から1925年（大正14年）1月までフランス出張（国際連盟陸軍代表随員）となる。この間、1922年（大正11年）2月に歩兵中佐、1924年（大正13年）12月に歩兵大佐に昇進。
1925年（大正14年）5月、陸軍歩兵学校教官に就任し、歩兵第5連隊長、歩兵学校教官を経て、1930年（昭和5年）8月、陸軍少将に進級し歩兵第24旅団長となる。1932年（昭和7年）2月、第一次上海事変勃発により動員され、混成第24旅団長として出征。同年8月、歩兵学校付となり、同校幹事を経て、1934年（昭和9年）8月、陸軍中将に進み下関要塞司令官に就任した。
1935年（昭和10年）3月、第3師団留守司令官に移り、同年12月、第8師団長に親補された。1937年（昭和12年）8月、予備役に編入されたが、同月に召集され第108師団長に就任。日中戦争に出征し、石家荘会戦等に参戦し、臨汾を攻略した。1938年（昭和13年）6月、参謀本部付となり、同年7月に召集解除され、高知市種崎に仮寓した。終戦後の1945年（昭和20年）9月に東京で自決した。

## 栄典
- 1904年（明治37年）5月17日 - 正八位[2]
- 1905年（明治38年）8月18日 - 従七位[3]
- 1910年（明治43年）9月30日 - 正七位[4]
- 1915年（大正4年）10月30日 - 従六位[5]
- 1920年（大正9年）11月30日 - 正六位[6]
- 1924年（大正13年）12月27日 - 従五位[7]
- 1930年（昭和5年）2月1日 - 正五位[8]
- 1934年（昭和9年）9月1日 - 従四位[9]
- 1936年（昭和11年）10月1日 - 正四位[10]

## 親族
- 妻 下元マキ 原義成（陸軍少将）の娘
- 兄 下元鹿之助（代議士）
- 娘婿 井川省（陸軍少佐）